# Planetary Science Decadal Survey
Il Planetary Science Decadal Survey è una pubblicazione del National Research Council degli Stati Uniti prodotta per la NASA e altre agenzie governative degli Stati Uniti come la National Science Foundation con cadenza decennale, che fa il punto sullo stato della ricerca nel campo delle scienze planetarie e definisce le aree prioritarie di ricerca. Questo documento propone una strategia nel campo dell'esplorazione spaziale del sistema solare per dieci anni nel futuro, individuando le missioni spaziali ritenute prioritarie per rispondere a determinati quesiti scientifici. È redatto da gruppi di lavoro che riuniscono i principali specialisti del settore che utilizzano documenti di sintesi precedentemente stabiliti dai ricercatori. Indagini decennali simili riguardano l'astronomia e l'astrofisica, le Scienze della Terra e l'eliofisica.
Al 2022 ci sono stati tre "Decadals", uno pubblicato nel 2002 per il decennio dal 2003 al 2013, uno nel 2011 per il 2013-2022, e uno nel 2022 per il 2023-2032. Il sondaggio dal 2023 al 2032 è stato pubblicato il 19 aprile 2022.

## Storia

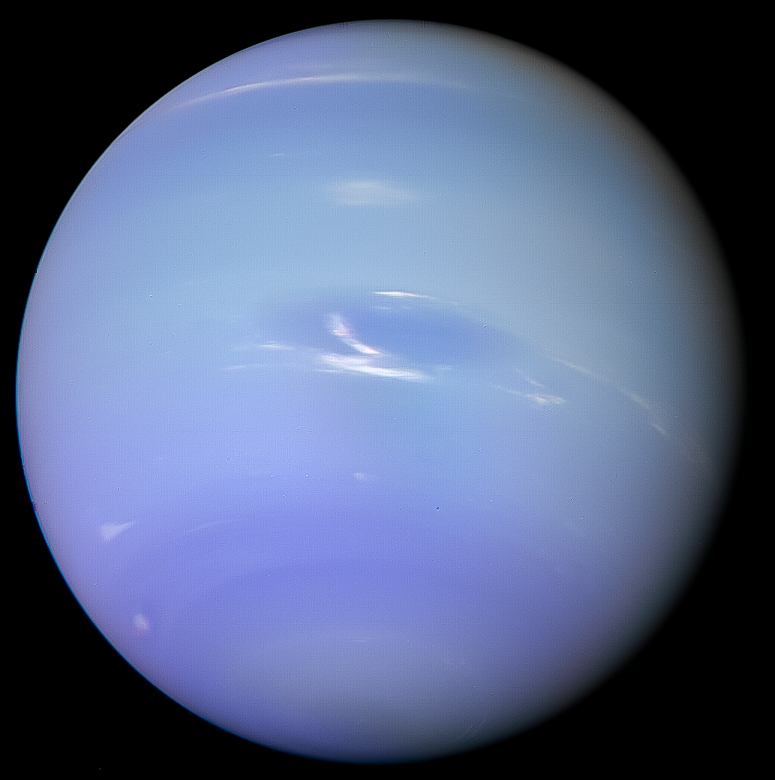
Foto di Nettuno scattata dalla Voyager 2 il 20 agosto 1989.

In precedenza, prima delle pubblicazioni del Decadal Survey, dall'inizio dell'era spaziale uscirono negli Stati Uniti le seguenti pubblicazioni:
- Planetary Exploration, 1968-1975, pubblicato nel 1968, raccomandava missioni su Giove, Marte, Venere e Mercurio, in quest'ordine di priorità.[7]
- Report of Space Science, 1975, raccomandava l'esplorazione dei pianeti esterni.[8]
- Strategy for Exploration of the Inner Planets, 1977–1987, pubblicato nel 1977.[9]
- Strategy for the Exploration of Primitive Solar-System Bodies--Asteroids, Comets, and Meteoroids, 1980–1990, pubblicato nel 1980.[10]
- A Strategy for Exploration of the Outer Planets, 1986-1996, pubblicato nel 1986.[11]
- Space Science in the Twenty-First Century – Imperatives for the Decades 1995 to 2015, pubblicato nel 1988, raccomandava di concentrarsi su "missioni simili alla Galileo per studiare Saturno, Urano e Nettuno", inclusa una missione per studiare gli anelli di Saturno e Titano. Ha inoltre raccomandato lo studio della Luna con un "Lunar Geoscience Orbiter", una rete di rover lunari e un campione di ritorno dalla superficie lunare. Il rapporto raccomandava un Mercury Orbiter per studiare non solo quel pianeta, ma fornire anche alcuni studi solari. Per il 1995 era stato pianificato un "programma di studio estensivo di Marte" che iniziò con la missione Mars Pathfinder.[12]

## 2003–2013, New Frontiers in the Solar System

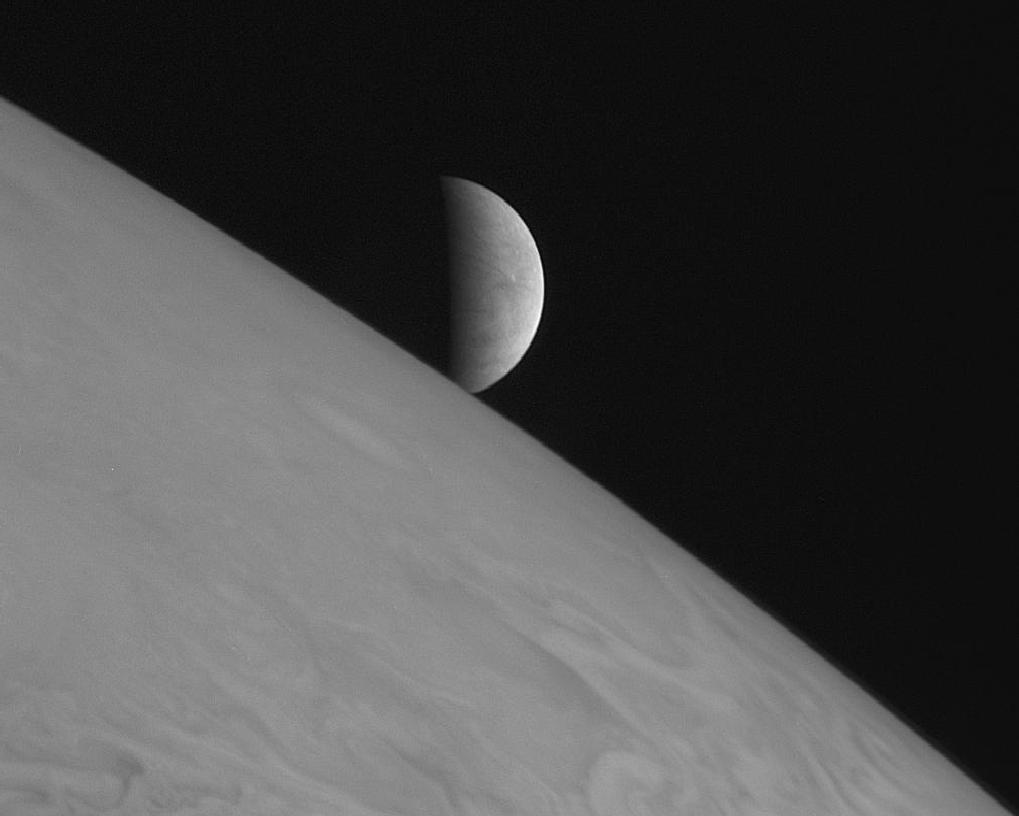
Foto di Giove ed Europa ripresi dalla New Horizons.

New Frontiers in the Solar System: An Integrated Exploration Strategy, pubblicato nel 2003, ha delineato un piano per il decennio 2003-2013. Il comitato che ha prodotto il sondaggio è stato guidato da Michael J. Belton. Gli studi erano divisi in 5 categorie: pianeti interni, Marte, i pianeti giganti, i grandi satelliti e l'astrobiologia. L'indagine ha posto un forte accento sull'esplorazione di Marte, inclusi i Mars Exploration Rover, ha istituito il programma New Frontiers, inclusa la missione New Horizons per studiare Plutone e ha stabilito programmi per lo sviluppo e il potenziamento dei vettori, gettando una base per i programmi nei decenni successivi, comprese le missioni con equipaggio oltre l'orbita terrestre.
Il documento aveva suggerito di dare priorità a diverse missioni, tra cui la Kuiper Belt Pluto Explorer, che poi diverrà la New Horizons, la Jupiter Polar Orbiter with Probes, che diverrà Juno, dopo che per questioni di budget venne eliminata la sonda atmosferica per Giove o anche il Mars Science Laboratory. Diverse altre missioni furono citate nel documento ma non selezionate, come la Venus In-Situ Explorer, una missione per il sorvolo di Nettuno e Tritone, e diverse proposte per raccogliere campioni da comete o asteroidi. Tra le missioni ad alto costo del Programma Flagship vennero proposte la Mars Sample Return, la Neptune Orbiter with Probes, una missione verso Nettuno con un orbiter e una sonda atmosferica, un'altra sempre con orbiter verso Urano, la Titan Explorer per Titano e due proposte di lander per Europa.

## 2013–2022, Visions and Voyages for Planetary Science

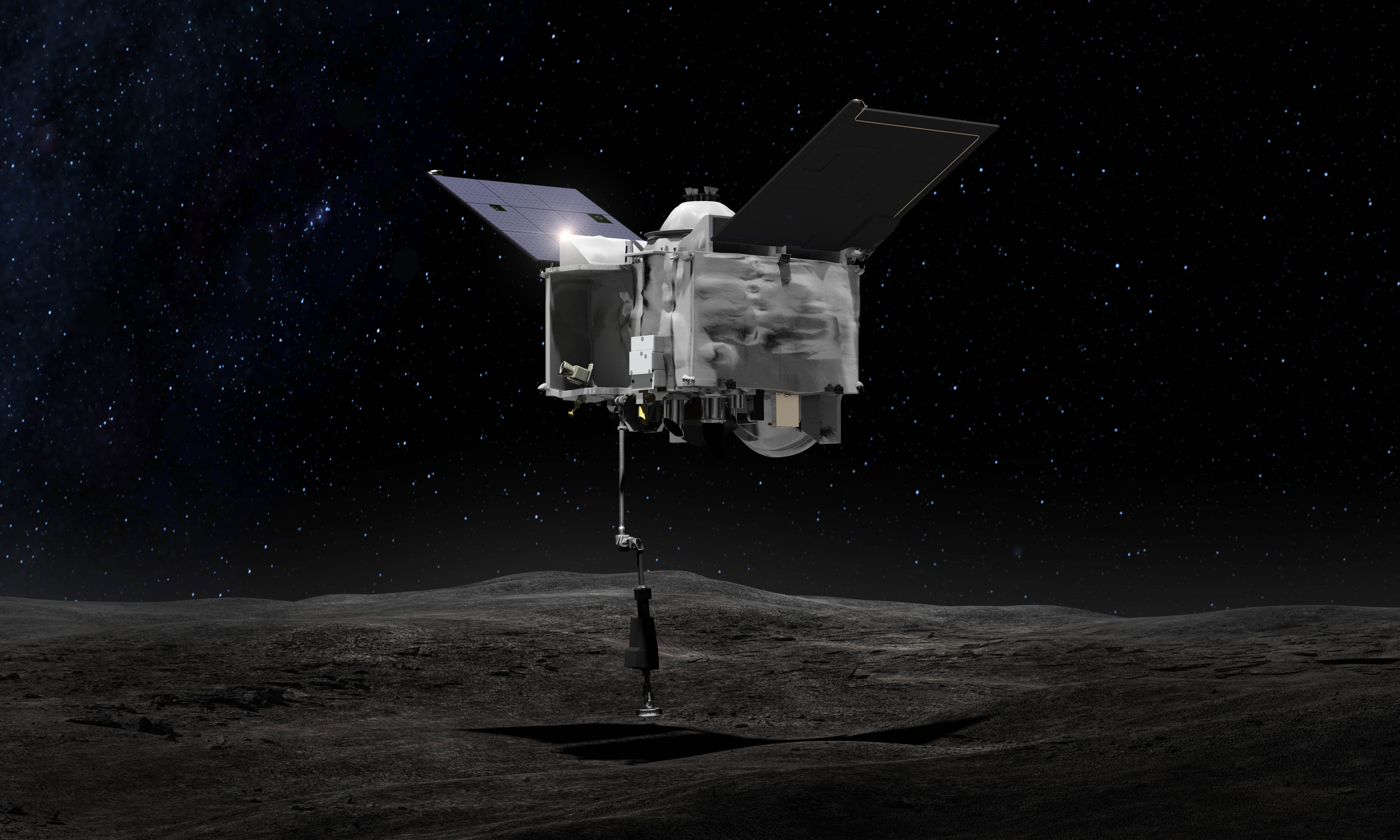
Immagine artistica di OSIRIS-REx mentre preleva un campione da un asteoride.

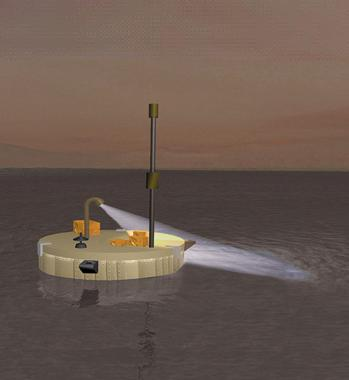
Il Titan Mare Explorer era una proposta di un lander acquatico per ammarrare in un mare di Titano.

Visions and Voyages for Planetary Science in the Decade 2013 – 2022 (2011) è stato pubblicato in forma preliminare il 7 marzo 2011 e in forma definitiva nello stesso anno. Le bozze del documento sono state rese disponibili pubblicamente sul sito web della NASA e tramite la National Academies Press. Il rapporto differiva dai rapporti precedenti in quanto includeva una revisione del bilancio "brutalmente onesta" da parte di un appaltatore di terze parti.

### Studi proposti
Il comitato che ha prodotto il rapporto è stato guidato da Steve Squyres della Cornell University e comprendeva 5 raggruppamenti, incentrati sui pianeti interni (Mercurio, Venere e la Luna), Marte (esclusi Fobos e Deimos), i pianeti giganti gassosi, i satelliti (satelliti galileiani, Titano e altri satelliti dei pianeti giganti) e corpi primitivi (asteroidi, comete, Fobos, Deimos, Plutone/Caronte e altri oggetti della fascia di Kuiper, meteoriti e polvere interplanetaria).  Già proposta in precedenza, ma non selezionata nel programma delle missioni a basso costo, fu invece selezionata nell'ambito del programma New Frontiers OSIRIS-REx, per il recupero di un campione asteroidale, venendo preferita alla Surface and Atmosphere Geochemical Explorer, missione diretta a Venere.
Tra le proposte c'era quella di lander per Mercurio, diverse per Venere e Marte, la Titan Saturn System Mission, che comprendeva un orbiter e due sonde, un pallone atmosferico e una sonda acquatica per Titano, il Jupiter Europa Orbiter, che era parte della Europa Jupiter System Mission, una missione congiunta tra NASA ed ESA per lo studio delle lune ghiacciate di Giove, poi defunta a causa dei tagli al budget della NASA. Non mancarono studi per missioni verso Encelado, Urano e Nettuno.

## 2023–2032, Origins, Worlds, and Life
Origins, Worlds, and Life: A Decadal Strategy for Planetary Science and Astrobiology 2023-2032 (2022) fu pubblicato il 19 aprile 2022.

### Programma Flagship
Il rapporto raccomandava Uranus Orbiter and Probe come la missione ammiraglia con la massima priorità, raccomandava anche Enceladus Orbilander e il proseguimento del programma Mars Sample Return.

### Programma New Frontiers
Il rapporto raccomandava diversi possibili concetti di missione per la sesta missione New Frontiers:
- Centaur orbiter and lander
- Ceres sample return
- Comet surface sample return
- Enceladus multiple flyby
- Lunar Geophysical Network
- Saturn probe
- Titan orbiter
- Venus In Situ Explorer